# Vesselin Stoyanov
Pour les articles homonymes, voir Stoyanov.
Vesselin Stoyanov (en bulgare : Веселин Стоянов), né à Choumen le 20 avril 1902 et mort à Sofia le 29 juin 1969, est un compositeur bulgare.

## Biographie
Fils de Anastas Stoyanov, Vesselin Stoyanov grandit dans un milieu avec des idées progressistes. La musique occupe une place importante dans sa vie dès ses années de jeunesse. Il étudie le piano tout d'abord auprès de son père, puis à partir de 1922 auprès de son frère aîné Andreï Stoyanov à l'Académie nationale de musique de Sofia. Il y fait preuve de qualités et démontre un talent de pianiste avec de grandes possibilités. Il termine son apprentissage en 1926.
Cette même année, il s'installe à Vienne où il a trouvé du travail, et où il étudie la composition à l'académie de musique avec Franz Schmidt et Joseph Marx, et le piano avec Viktor Ebenstein et un certain temps avec Paul de Conne, entre autres. En 1930, Stoyanov retourne en Bulgarie où il participe activement à la vie musicale publique. Il fait partie de la société « Musique Contemporaine », donne des concerts et crée une série d’œuvres.
En 1937, il commence une activité d'enseignement, et devient par la suite professeur de théorie musicale à l'académie de musique de Sofia. Sous son enseignement se développe toute une génération de compositeurs bulgares : Todor Popov, Dimitar Petkov, Stefan Remenkov, Alexandre Tekeliev, Ivan Marinov entre autres.
En 1958, il compose l'opéra Hitar Peter, basé sur un conte folklorique, et en 1966 son ballet Papessa Johanna, à partir duquel sont extraites deux suites pour orchestre.
Pour ses contributions à la culture bulgare, Vesselin Stoyanov a reçu plusieurs distinctions : artiste national, héros du travail socialiste et lauréat du prix Dimitrov (bg).
Il meurt à Sofia le 29 juin 1969.

## Sources
- (bg) Cet article est partiellement ou en totalité issu de l’article de Wikipédia en bulgare intitulé « Веселин Стоянов » (voir la liste des auteurs).

- (de) Cet article est partiellement ou en totalité issu de l’article de Wikipédia en allemand intitulé « Wesselin Stojanow » (voir la liste des auteurs).